# The American Economic Review
The American Economic Review (AER) ist eine monatlich erscheinende wissenschaftliche Zeitschrift zu volkswirtschaftlichen Themen. Sie wird von der American Economic Association herausgegeben und gilt als weltweit angesehenste Zeitschrift ihrer Fachrichtung. Nur etwa 7 bis 10 Prozent der eingereichten Aufsätze werden zur Veröffentlichung angenommen.

## Geschichte
Die AER wurde erstmals 1911 herausgegeben. Zu den bisherigen Herausgebern gehörte unter anderem Ben Bernanke. Derzeitige Herausgeberin ist Esther Duflo.

## Frühere Herausgeber
Die folgenden Ökonomen leiteten das American Economic Review als Herausgeber:
- 1911–1940: Davis R. Dewey
- 1941–1951: Paul T. Homan
- 1952–1962: Bernard F. Haley
- 1963–1968: John G. Gurley
- 1969–1980: George H. Borts
- 1981–1985: Robert W. Clower
- 1985–2001: Orley Ashenfelter
- 2001–2004: Ben S. Bernanke
- 2004–2010: Robert A. Moffitt
- 2011–2016: Pinelopi K. Goldberg
- Seit 2016: Esther Duflo

## Wichtige Aufsätze
Im Jahr 2011 erstellte das Top-20-Komitee, bestehend aus Kenneth Arrow, Douglas Bernheim, Martin Feldstein, Daniel McFadden, James M. Poterba, und Robert Solow, eine Liste mit 20 Artikeln, die als die wichtigsten Artikel des AER angesehen werden können:
- Paul Howard Douglas, Charles Wiggins Cobb: A Theory of Production. 1928.
- F. A. Hayek: The Use of Knowledge in Society. 1945.
- Simon Kuznets: Economic Growth and Income Inequality. 1955.
- Franco Modigliani und Merton Miller: The Cost of Capital, Corporation Finance and the Theory of Investment. 1958.
- Robert Mundell: A Theory of Optimum Currency Areas. 1961.
- Kenneth Arrow: Uncertainty and the Welfare Economics of Medical Care. 1963.
- Dale W. Jorgenson: Capital Theory and Investment Behavior. 1963.
- Peter A. Diamond: National Debt in a Neoclassical Growth Model. 1965.
- Milton Friedman: The Role of Monetary Policy. 1968.
- John R. Harris, Michael Todaro: Migration, Unemployment and Development: A Two-Sector Analysis. 1970.
- Peter A. Diamond, James Mirrlees: Optimal Taxation and Public Production I: Production Efficiency“, „Optimal Taxation and Public Production II: Tax Rules. 1971.
- Armen Alchian, Harold Demsetz: Production, Information Costs, and Economic Organization. 1972.
- Robert E. Lucas: Some International Evidence on Output-Inflation Tradeoffs. 1973.
- Stephen A. Ross: The Economic Theory of Agency: The Principal’s Problem. 1973.
- Anne Osborn Krueger: The Political Economy of the Rent-Seeking Society. 1974.
- Avinash Dixit, Joseph Stiglitz: Monopolistic Competition and Optimum Product Diversity. 1977.
- Angus Deaton, John Muellbauer: An Almost Ideal Demand System. 1980.
- Sanford J. Grossman, Joseph E. Stiglitz: On the Impossibility of Informationally Efficient Markets. 1980.
- Paul Krugman: Scale Economies, Product Differentiation, and the Pattern of Trade. 1980.
- Robert J. Shiller: Do Stock Prices Move Too Much to Be Justified by Subsequent Changes in Dividends?. 1981.

## Rezeption
Das Zeitschriften-Ranking VHB-JOURQUAL (2008) stuft die AER in die beste Kategorie A+ ein. In der Zeitschriftenliste des Handelsblatt Ranking VWL (2008) wird die AER in die beste Kategorie AA eingestuft. Das Zeitschriften-Ranking der britischen Association of Business Schools (2010) stuft sie in die beste Kategorie 4* ein. Eine weitere Studie der französischen Ökonomen Pierre-Phillippe Combes und Laurent Linnemer listet das Journal mit Rang 2 in die Kategorie AAA ein.
Der Impact Factor der American Economic Review lag im Jahr 2012 bei 2,792. In der Statistik des Social Sciences Citation Index wurde die Zeitschrift mit diesem Impact Factor an 20. Stelle von 333 Journals in der Kategorie Wirtschaftswissenschaften geführt.